# Dan Burley
Dan Burley (* 7. November 1907 in Lexington, Kentucky; † 29. Oktober 1962 in Chicago, Illinois) war ein US-amerikanischer Blues- und Jazz-Pianist sowie Journalist.
Seine Familie zog 1917 nach Chicago, wo er zu Beginn seiner Karriere auf Partys und in kleinen Cafés auftrat und mit Blues- und Boogie-Woogie-Pianisten zusammen spielte. Durley wurde später Journalist bei afroamerikanischen Zeitungen wie den New York Amsterdam News und dem Magazin Ebony, wobei er sich auf Theater- und Sportberichte spezialisierte. Er musizierte regelmäßig, meist jedoch im privaten Kreis. Im Jahr 1945 entstanden Aufnahmen mit Leonard Feather und Tiny Grimes (A Suite in Four Comfortable Quarters), 1946 mit Lionel Hampton. In diesem Jahr gründete er auf Anraten der Kritikers Rudi Blesh eine eigene Formation, Dan Burley and his Skiffle Boys; beteiligt waren der Bluesmusiker Brownie McGhee und Pops Foster. Mit ihnen spielte er eine Mischung von Jazz, Blues und Folksong ein, für die er mit Hilfe von Leonard Feather den Begriff Skiffle prägte und schnell bekannt machte. Die aufgenommenen Titel wie Big Cat Little Cat, South Side Shake oder Shotgun House Rag (1946) erhielten später große Bedeutung für die Skiffle-Bewegung in Großbritannien der 1950er Jahre, die von Musikern wie Chris Barber, Lonnie Donegan und anderen repräsentiert wurde.
Außer mit Leonard Feather und Lionel Hampton nahm Dan Burley Schallplatten mit Hot Lips Page, Tyree Glenn, Baby Dodds und Pops Foster auf. Sein Pianostil war eine Verbindung von Boogie-, Stride-Piano- und Harlem-Swing-Einflüssen.

## Diskografie (Auswahl)
- Circle Blues Sessions (1946)